# 阿诺早熟禾
阿诺早熟禾（学名：Poa arnoldii）为禾本科早熟禾属下的一个种。